# Giardino Ibleo
Le jardin hybléen (Giardino Ibleo) est le plus ancien des quatre jardins principaux de Raguse, en Sicile. 

## Description
La villa de Ragusa Ibla a été construite en 1858 à l'initiative de quelques nobles locaux et d'une bonne partie des personnes qui travaillaient gratuitement pour la réalisation des travaux. Il s'élève sur un éperon rocheux qui surplombe la vallée d'Irminio, à l'extrémité est de la ville, à environ 385 m d'altitude ; l'entrée se compose d'une magnifique avenue flanquée de nombreux palmiers, est bien entretenue et ornée de bancs sculptés, de colonnes avec des vases en pierre sculptés de différentes formes et d'un élégant balcon avec une clôture en calcaire. Le monument aux morts de la grande guerre s'impose au centre de la villa. A l'intérieur se trouvent l'église de San Vincenzo Ferreri, l'église de San Giacomo et l'église des Capucins. Près du jardin, il y a aussi les fouilles archéologiques de Ragusa Ibla. 

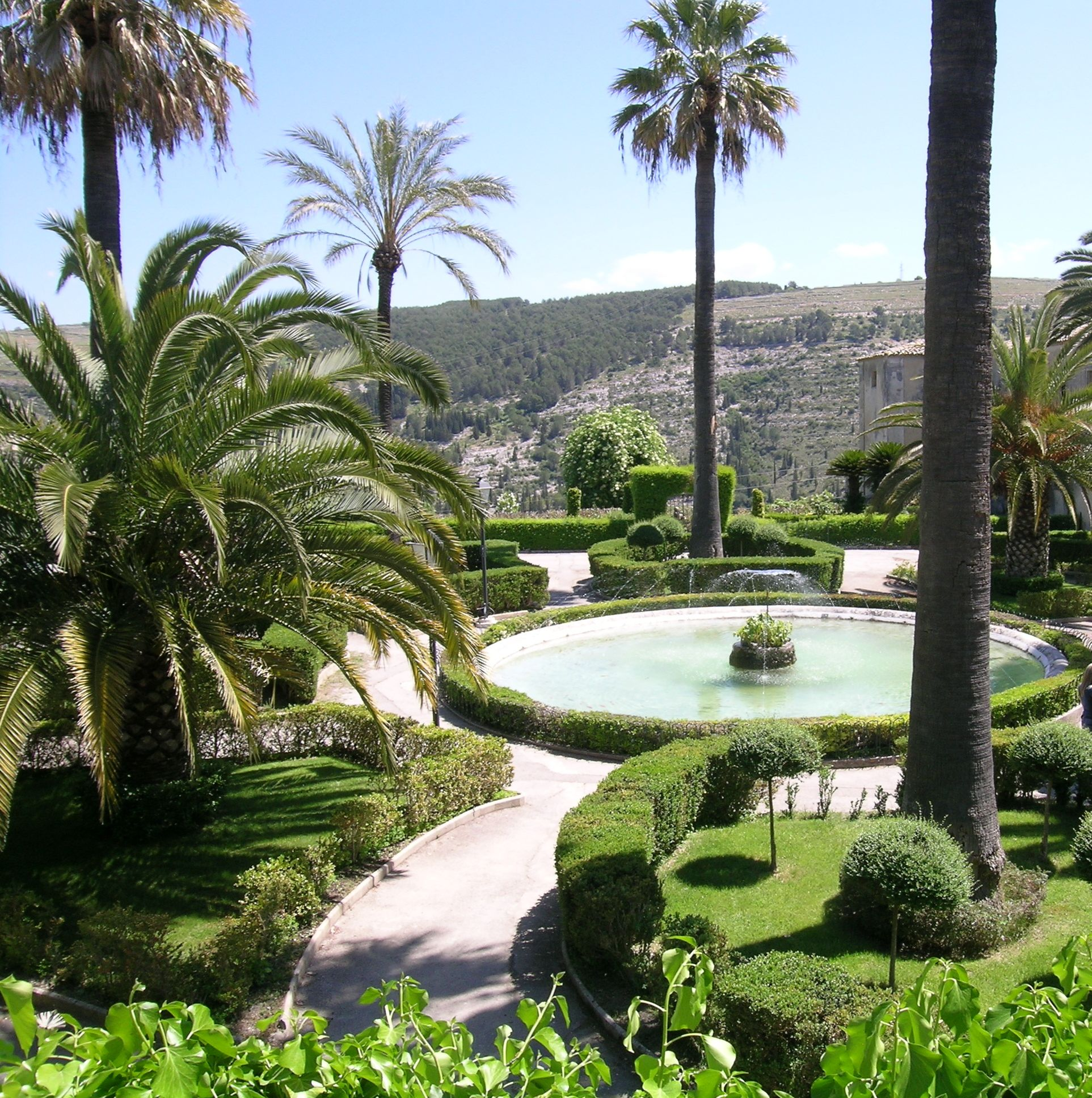
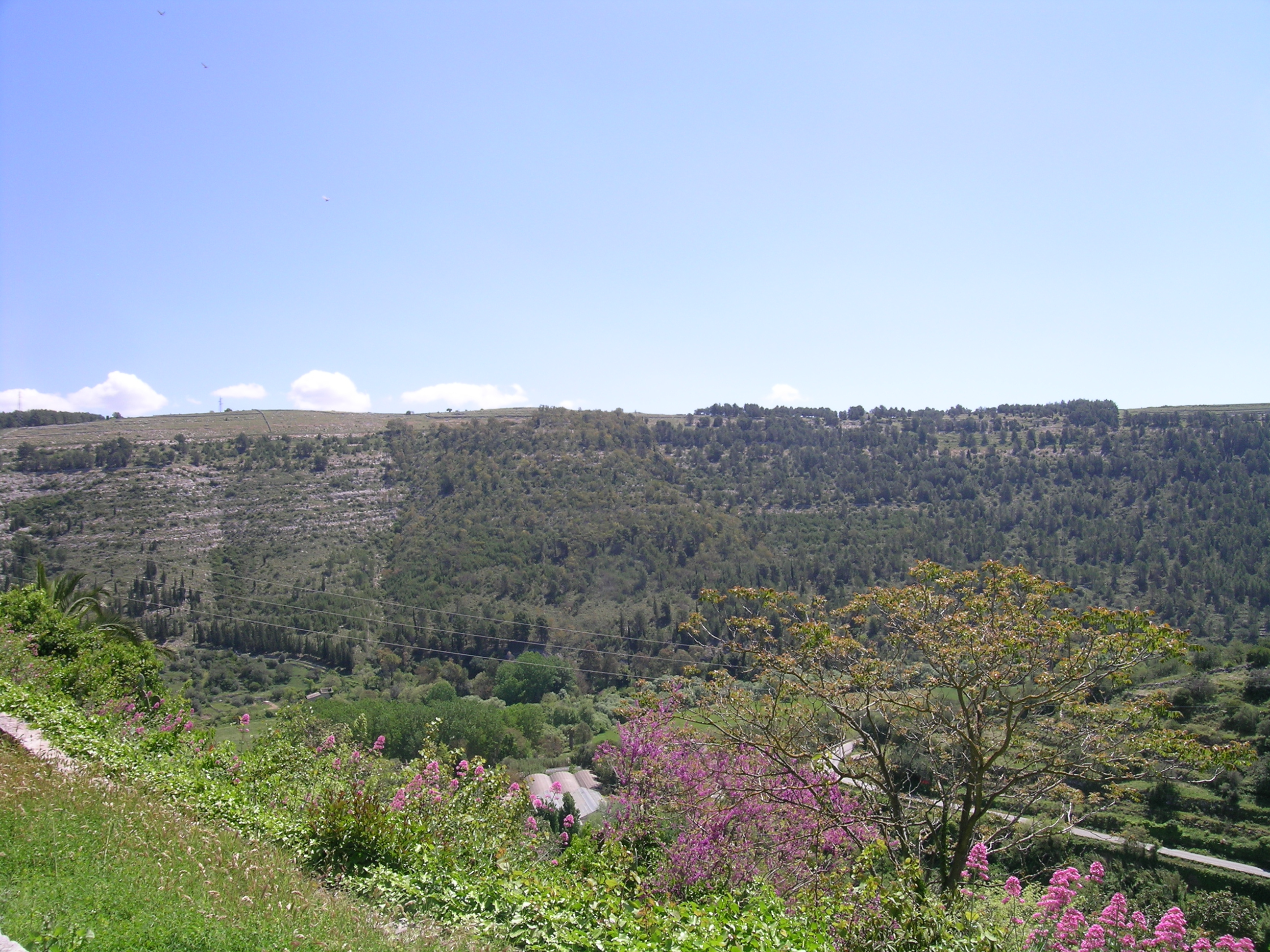
Les monts Hybléens vus de la villa
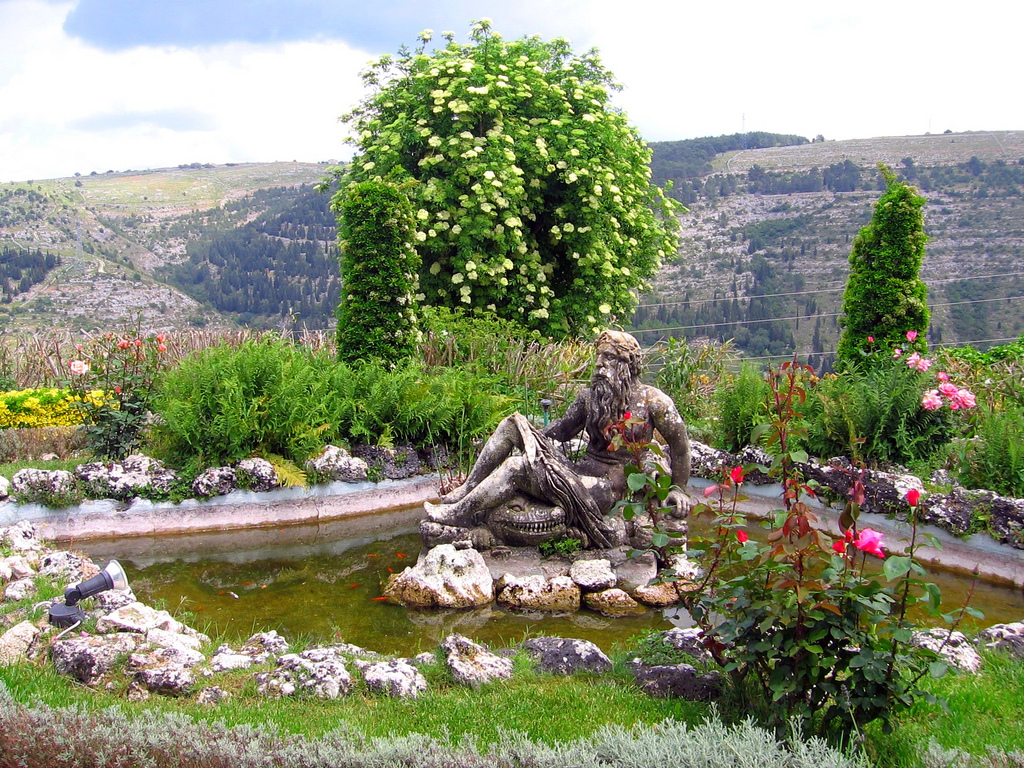
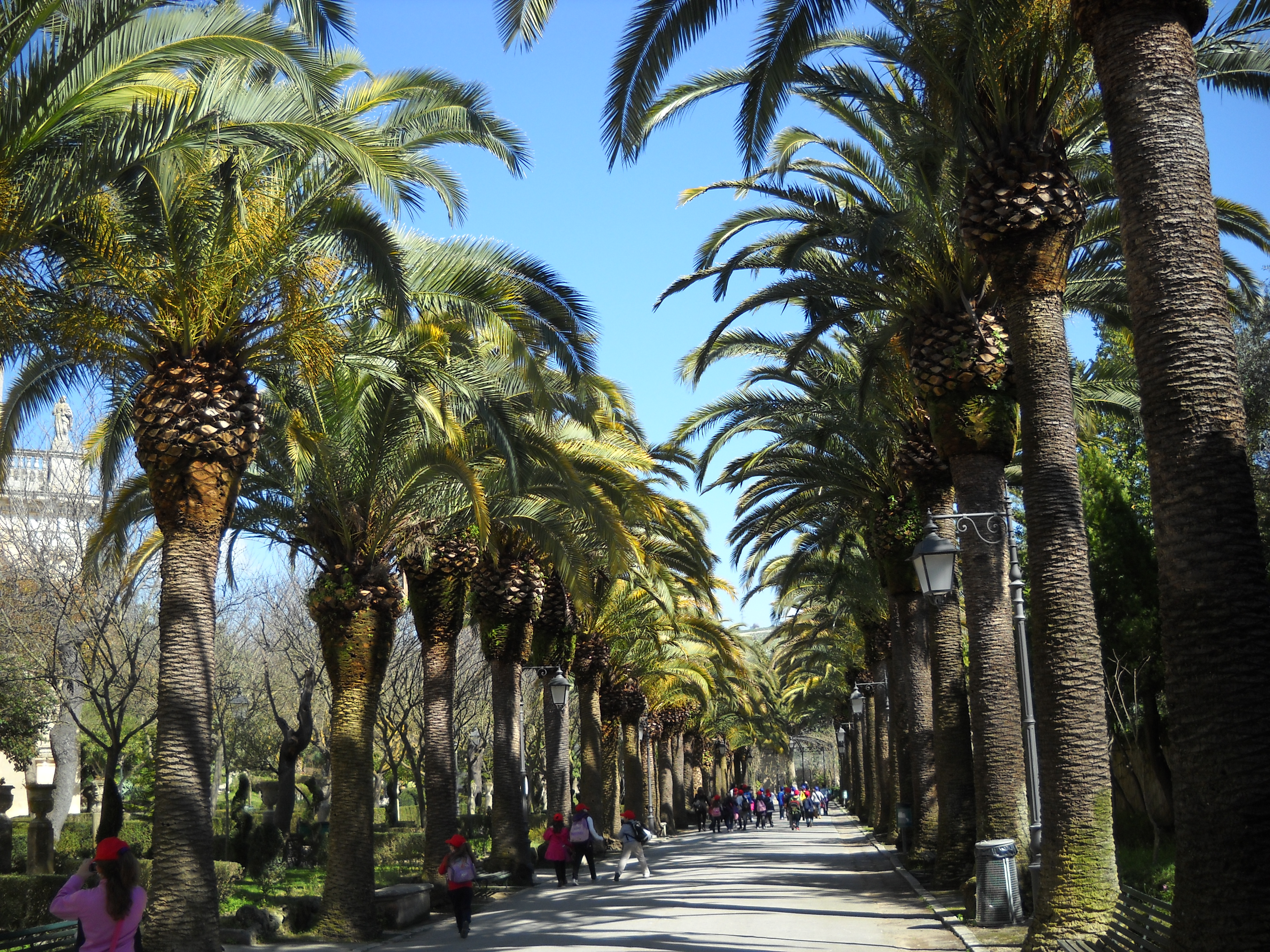
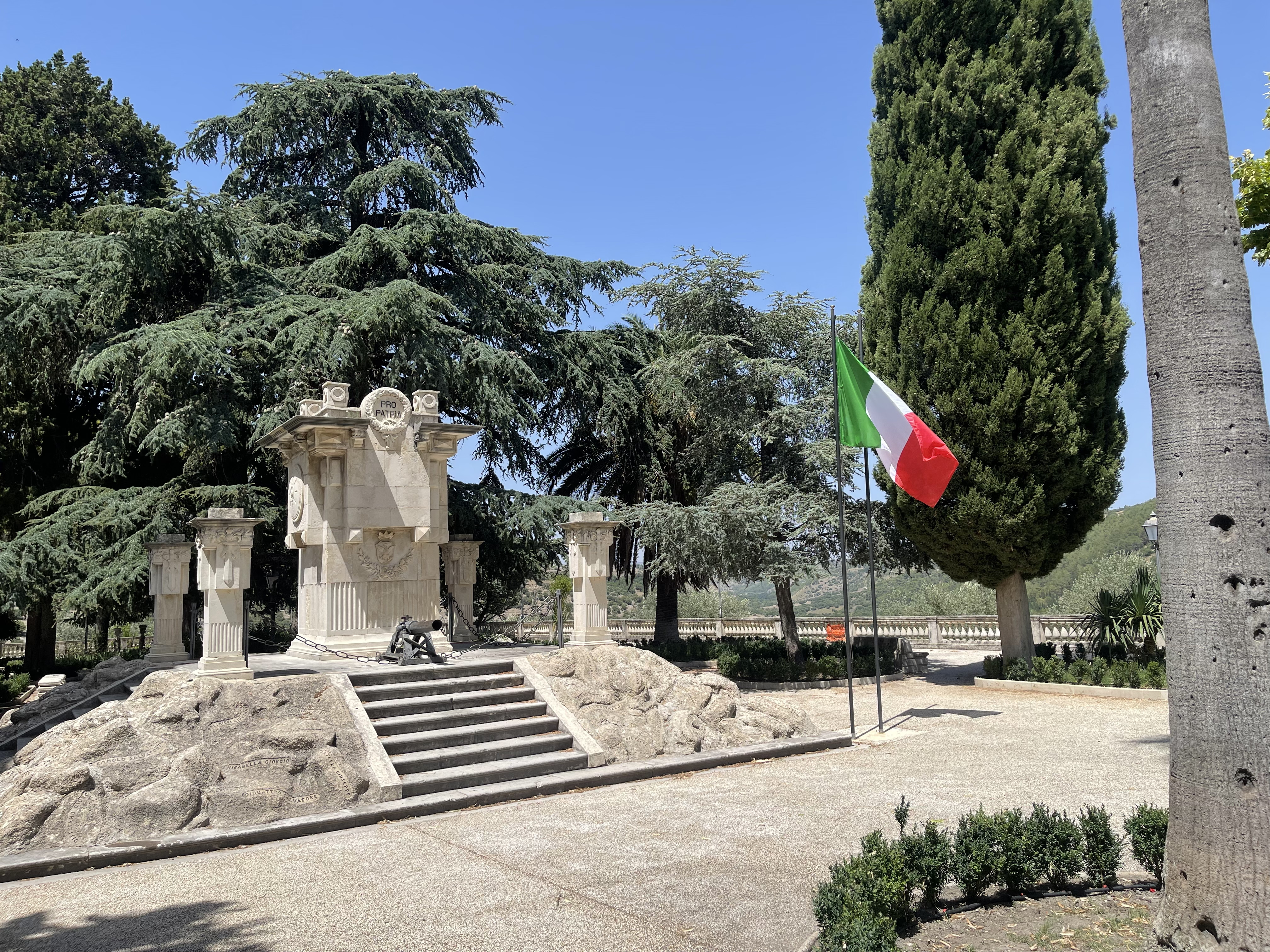
Le monument aux morts.